# Abadia d'Achel
L'Abadia d'Achel, l'Abadia de Sant Benet (Sint Benedictus Abdij) o també Achelse Kluis (que significa ermita d'Achel), pertany a l'ordre cistercenca de l'Estricta Observança (trapenca), es troba a Achel a la regió Campine de la província de Limburg (Flandes, Bèlgica).
L'abadia és coneguda per la seva vida espiritual i la seva fàbrica de cervesa, que és una de les poques fàbriques de cervesa trapenca del món produeix la cervesa del mateix nom. La vida en l'abadia es caracteritza per l'oració, la lectura i el treball manual, els tres elements bàsics de la vida trapenca.

## Història

### Segles XVII i XVIII
El 30 de gener de 1648, a la fi de la Guerra dels Vuitanta Anys, es va signar el Tractat de Münster entre Espanya i els països Baixos. De resultes del tractat la missa catòlica va ser prohibida en la República holandesa. Per tant, els Catòlics de Valkenswaard i Schaft van construir una capella a Achel, que era part del Príncep-Bisbat de Lieja. Les primeres arrels de l'Abadia es remunten a 1686, quan Petrus van Eynatten, fill de l'alcalde de la ciutat de Eindhoven, va fundar una comunitat d'ermitans de Sant Josep. La comunitat floriria fins a 1789 quan van ser expulsats del seu convent després que l'exèrcit revolucionari francès va envair els Països Baixos Austríacs. L'abadia va ser venuda a Jan Diederik van Tuyll van Serooskerken (Utrecht, 6 d'agost de 1773-Heeze, 9 de juliol de 1843).

### Seglexix
El 21 de març del 1846, els monjos trapencs de l'Abadia de Westmalle van fundar un priorat a Achel (fundat en Meersel-Dreef el 3 de maig de 1838 en un antic monestir de l'Ordre dels Germans Menors Caputxins). L'abadia i les seves 95 hectàrees de terra havien estat comprades pel sacerdot Gast de Heeze, el 9 d'abril de 1845, amb el suport de diversos beneficiaris. La primera cervesa que es va elaborar en el lloc va ser el "Patersvaatje" l'any 1852. L'any 1871, el priorat va obtenir l'estatus d'abadia i l'elaboració de cervesa es va convertir en una activitat regular. A través de la reclamació d'erms, l'agricultura i la ramaderia de l'abadia van prosperar. A més, es van fundar diverses comunitats dependents de l'abadia de Achel: a Echt (Abadia de Lilbosch), Diepenveen, Rochefort (Abadia de Rochefort) i l'abadia de Notre Dame de l'Emmanuel a Kasanza l'any 1958 (Congo Belga).

### Segle XX
Al començament de la Primera Guerra Mundial (1914) els monjos van abandonar l'abadia. Els alemanys van desmantellar la fàbrica de cervesa l'any 1917 per apropiar-se dels aproximadament 700 kg de coure. Després de la Segona Guerra Mundial es va construir una nova abadia entre 1946 i 1952, però només dues ales de les quatre planificades van ser completades. L'any 1989 l'abadia va vendre la majoria de les seves terres a l'Administració Forestal Nacional d'Holanda i al Govern de Flandes. L'any 1998, amb el suport dels monjos trapenses de Westmalle i Rochefort es va reprendre l'elaboració de cervesa.